# Waalse verkiezingen 2009/Kandidatenlijsten/FN
Dit zijn de kandidatenlijsten van het Front National voor de Waalse verkiezingen van 2009. De partij dient geen kieslijsten in voor de kieskringen Aarlen-Marche-en-Famenne-Bastenaken, Neufchâteau-Virton en Thuin en dient geen volledige kieslijst in voor de kieskringen Doornik-Aat-Moeskroen, Luik, Namen, Nijvel en Verviers.

## Bergen

### Effectieven
1. Anne Oussatoff
2. Patrice Brynaert
3. Sabine Gignez
4. Frédéric Bultot
5. Nicole Marique
6. Guy Hanot

### Opvolgers
1. Patrice Brynaert
2. Sabine Gignez
3. Frédéric Bultot
4. Anne Oussatoff
5. Nicole Marique
6. Guy Hanot

## Charleroi

### Effectieven
1. Daniel Huygens
2. Suzy Lanckmans
3. Philippe Duquenne
4. Brigitte Beudot
5. Jean-Pierre Borbouse
6. Melissa Radelet
7. Maurice Cartiaux
8. Claudine Thone
9. Guy De Kock

### Opvolgers
1. Jean-Pierre Borbouse
2. Suzy Lanckmans
3. Philippe Duquenne
4. Brigitte Beudot
5. Daniel Huygens
6. Melissa Radelet
7. Maurice Cartiaux
8. Claudine Thone
9. Guy De Kock

## Dinant-Philippeville

### Effectieven
1. Jerôme Hannick
2. Delphine Naveaux
3. Vanessa Bonilla Cruz
4. Michel Vanholland

### Opvolgers
1. Jerôme Hannick
2. Delphine Naveaux
3. Vanessa Bonilla Cruz
4. Michel Vanholland

## Doornik-Aat-Moeskroen

### Effectieven
1. Jean-Marie Bourdeaux
2. Arlette Vander Poorten
3. Rudi Liagre
4. Jessica Hubens

### Opvolgers
1. Arlette Vander Poorten
2. Rudi Liagre
3. Jean-Marie Bourdeaux
4. Jessica Hubens

## Hoei-Borgworm

### Effectieven
1. Claude Clajot
2. Anne-Sophie Delorge
3. Gilles Guiot
4. Lyndsay Van Kessel

### Opvolgers
1. Gilles Guiot
2. Anne-Sophie Delorge
3. Ernest Bruyère
4. Lyndsay Van Kessel

## Luik

### Effectieven
1. Quentin de Launois
2. Pascale Van Kessel
3. Sébastien Hinand
4. Paul Charlier
5. Carine Thomas

### Opvolgers
1. Pascale Van Kessel
2. Sébastien Hinand
3. Paul Charlier
4. Carine Thomas
5. Quentin de Launois

## Namen

### Effectieven
1. Graziella Meloni
2. Serge Imbreckx
3. Pierre-Paul Mennicken
4. Mireille Buytenaken

### Opvolgers
1. Serge Imbreckx
2. Graziella Meloni
3. Pierre-Paul Mennicken
4. Mireille Buytenaken

## Nijvel

### Effectieven
1. Grégory Duquenne
2. Jennifer Claus
3. Jean-Yves Claus
4. Fernand Charlier
5. Marie-Claire Duhainaut
6. Christiane Janmart
7. Henri Parfait

### Opvolgers
1. Jennifer Claus
2. Jean-Yves Claus
3. Fernand Charlier
4. Marie-Claire Duhainaut
5. Henri Parfait
6. Christiane Janmart
7. Grégory Duquenne

## Verviers

### Effectieven
1. Dominique Timmermans
2. Patricia Van Kessel
3. Henri Vanderougstraete
4. Jennifer Haeyen

### Opvolgers
1. Henri Vanderougstraete
2. Patricia Van Kessel
3. Dominique Timmermans
4. Jennifer Haeyen

## Zinnik

### Effectieven
1. Andrée Bergeret
2. Michaël Boulanger
3. Marie-Rose Delbeke
4. Jules Quertinmont

### Opvolgers
1. Michaël Boulanger
2. Marie-Rose Delbeke
3. Jules Quertinmont
4. Andrée Bergeret